# 中校 (英國皇家海軍)

英國皇家海軍中校肩章

在英國皇家海軍中，中校（英語：Commander或Cdr）是一個資深軍官階級。地位高於少校，但低於海軍上校。在NATO中，相當於第四級軍官（OF-4）。位階相當於中校。軍階徽章有三個金色編織環，頂部有一個圓環。

## 歷史
此階級起源於西元1670年左右。大約西元1770年之前，此階級通常在火船、醫療船或小型風帆戰船上指揮:127。